# محمدجعفر امیر محلاتی
محمدجعفر امیرمحلاتی (زادهٔ ۱۳۳۱ در تهران) استاد دانشگاه و دیپلمات سابق ایرانی است. او از سال ۱۳۶۷ تا ۱۳۶۸ سفیر ایران در سازمان ملل متحد بود. محلاتی از امنای بنیاد فرهنگی ایلکس است و سابقاً در بخش مطالعات خاورمیانه و شمال آفریقا در کالج ابرلین تدریس می‌کرد. در پی کارزای که فعالانِ ایرانی مقیم خارج از کشور علیه تدریس او در  کالج ابرلین به راه انداخته بودند و پس از افشای متهم شدن او به این که زمانی در دانشگاه کلمبیا به ازای نمره دادن به یک دانشجو از او رابطه جنسی مطالبه می کرده، ابرلین وی را در اواخر ۲۰۲۳ از سمت عضو هیئت علمی معلق کرد و به مرخصی بدون حقوق فرستاد.
طبق شواهد جمع‌آوری شده سازمان عفو بین‌الملل، محلاتی که در زمان اعدام‌های دسته‌جمعی در سال ۶۷ نماینده دائمی ایران در سازمان ملل در نیویورک بود، نقش فعالی در تلاش برای زیر سؤال بردن گزارش‌های معتبر گزارشگر ویژه وقت سازمان ملل در مورد وضعیت حقوق بشر در ایران و تضعیف واکنش سازمان ملل ایفا کرد. وی در آذر ۱۳۶۷، گزارش‌های مربوط به اعدام‌های دسته‌جمعی را در جلسه‌ای با گزارشگر سازمان ملل رد کرد و به دروغ آنها را مرتبط با جنگ دانست. محلاتی همچنین در ۹ اسفند ۱۳۶۶، در نامه‌ای به عفو بین‌الملل مجدداً «وجود هرگونه اعدام سیاسی را تکذیب نموده» و اعدام شدگان را افرادی خواند که «به اعتراف خودشان در تهاجم علیه ایران، ۴۰۰۰۰ ایرانی را کشته‌اند». پس از انتشار این نامه گروهی از فعالانِ ایرانی آمریکایی کارزاری را علیه تدریس او در ابرلین آغاز کردند. محلاتی به یهودستیزی و بهائی‌ستیزی نیز متهم شده‌است. 
محلاتی دارای لیسانس اقتصاد از دانشگاه ملی ایران، کارشناسی ارشد اقتصاد سیاسی از دانشگاه اورگن و مدرک مهندسی از دانشگاه کانزاس است. او در سال ۱۳۷۸ دکترای مطالعات اسلامی را از دانشگاه مک گیل دریافت کرد. او در دانشگاه‌هائی چون کلمبیا، پرینستون، ییل و جورج تاون در زمینهٔ جهان اسلام تدریس کرده و در سال ۲۰۰۴ نیز در دانشگاه هاروارد فلوشیپ مطالعات ایرانی داشته‌است. او فرزند مجدالدین و نوهٔ بهاءالدین محلاتی، مرجع تقلید مقیم شیراز است. محلاتی برادر همسر سید حسین مدرسی طباطبایی، استاد دانشگاه پرینستون است.

## مجادلات

### نامه سرگشاده به علی لاریجانی در مورد ایرانیان دوتابعیتی
بعد از گزارش رجانیوز در مورد مدیران دو تابعیتی محمدجعفر محلاتی نامه سرگشاده به این مضمون به علی لاریجانی نوشت که: او همیشه در تلاش برای معرفی دین اسلام به عنوان دین صلح دوستی بوده و در دانشگاه صدها دانشجو را با اسلام و صلح پژوهی آشنا می‌کند و پشیزی از دولت آمریکا نگرفته و هیچ نیتی جز گسترش صلح و دوستی در ساحت روابط بین‌الملل نداشته و ندارد

### مجادله در مورد اطلاع از اعدام‌های سال ۱۳۶۷
نشریه کیهان لندن پنج شنبه ۷ اسفند ۱۳۹۹ برابر با ۲۵ فوریه ۲۰۲۱ ترجمه گزارش خبرگزاری فاکس را منتشر کرد که در آن الی کوهانیم معاون ویژه سابق وزارت امور خارجه ایالات متحده برای نظارت و مبارزه با یهودستیزی، می‌گوید «رژیم ایران درگیر چیزیست که من «یهودی‌ستیزی افراطی» می‌نامم و سفیر سابق ایران در سازمان ملل نیز از این قاعده مستثنی نیست.»
در این مقاله پژوهشی با استناد به مدارک سازمان ملل، محلاتی در سال ۱۹۸۳ فلسطین را سرزمین مسلمانان می‌خواند و اسراییل را رژیم صهیونیستی غاصب، در ارتباط با سرکوب ایرانیان بهائی می‌گوید «این مسئله نه مذهبی، بلکه سیاسی بود؛ جامعه بهائی تحت پوشش دین فعالیت‌های غیراخلاقی انجام می‌داد.» و اینگونه از آزار بهائی توسط جمهوری اسلامی در ایران پشتیبانی می‌کند.
در همین گزارش با تعدادی از فعالان حقوق بشر و خانواده‌های کشته شدگان کشتار زندانیان سیاسی در تابستان ۶۷ نیز مصاحبه صورت گرفته که همگی به نقش وی در پنهان نمودن جنایت علیه بشریت پرداخته و خواهان پاسخگویی وی شدند. منجمله خانم لادن بازرگان که برادر خود بازرگان را در کشتار زندانیان از دست داد، به گزارشگر مقاله می‌گوید «محلاتی از دوره مسئولیت خود در مقام سفیر دائم جمهوری اسلامی در سازمان ملل متحد برای دروغگویی، تحریف حقیقت و انکار جنایات جمهوری اسلامی ایران استفاده کرد. آنچه خانواده‌های قربانیان را بیش از هرچیز ناراحت می‌کند، این است که وی در زمینه آموزش عالی فعال است و وانمود می‌کند که یک صلح‌پژوه است! مردی که برای یک رژیم وحشی اسلامی کار کرده و به عنوان یک دیپلمات به آن کمک می‌کرده تا جنایات خود را لاپوشانی کند و به دنیا دروغ بگوید، اکنون آموزش اخلاق می‌دهد! تحمل این حجم از ریا دشوار و به راستی غیرقابل قبول است.» وی خطاب به محمد جعفر محلاتی می‌گوید «با ما، خانواده‌های قربانیان روبرو شوید و در گفتگویی شرکت کنید تا بتوانیم در مورد نقش شما در این جنایات سؤال کنیم.»
بنا به این گزارش، وقتی از محلاتی در مورد این انتقادات از اظهاراتش سؤال شد، وی پاسخ داد: «سلام! من برای بهار ۲۰۲۱ در مرخصی هستم. هر زمان که بتوانم پاسخ می‌دهم.»
روز پنج‌شنبه ۹ اکتبر ۲۰۲۰ روزنامه جروزالم پست گزارش داد، روز چهارشنبه ۸ اکتبر ۲۰۲۰ گروهی از زندانیان سیاسی سابق و فعالان حقوق بشر ایران با ارسال نامه‌ای به رئیس «کالج اوبرلین» در ایالت اوهایو، از مدیریت آن دانشگاه خواسته‌اند که محمدجعفر محلاتی را که در این دانشگاه مطالعات دینی تدریس می‌کند، اخراج کند. در این نامه آمده‌است که محلاتی در زمان اعدام‌های زندانیان سیاسی در سال ۱۹۸۸ توسط جمهوری اسلامی، سفیر ایران در سازمان ملل بوده و در این جنایت علیه بشریت شریک بوده‌است.
در پی انتشار این نامه اعتراضی، محمدجعفر امیرمحلاتی به اتهامات مطرح‌شده علیه خود در رابطه با اعدام‌های دسته‌جمعی تابستان ۶۷ واکنش نشان داد و در بیانیه‌ای که با هدف رد اتهام‌ها علیه خود تدارک دیده بود، با اعضای خانواده‌ها و بازماندگان اعدامی‌های سال ۶۷ «عمیقاً ابراز همدردی» کرد.
در این بیانیه او نوشته‌است: «اعدام‌های خودسرانه اقدام‌هایی هولناک‌اند و هر جای دنیا که اتفاق بیفتند، بی‌تردید جنایت علیه بشریت محسوب می‌شوند.» و «من هر گونه آگاهی و در نتیجه، مسئولیت در مورد اعدام‌های دسته‌جمعی در ایران، در دورانی که مشغول خدمت در سازمان ملل بودم را قویا رد می‌کنم.»
با این وجود محلاتی به عنوان نماینده دائم جمهوری اسلامی ایران در مقر سازمان ملل در نیویورک در زمان کشتار ۶۷، نقش فعالی را در تلاش برای زیر سؤال بردن گزارش‌های معتبر گزارشگر ویژه وقت سازمان ملل در مورد وضعیت حقوق بشر در ایران و عفو بین‌الملل و نیز تضعیف واکنش سازمان ملل ایفا کرد. وی در آذر ۱۳۶۷، گزارش‌های مربوط به اعدام‌های دسته‌جمعی را در جلسه‌ای با گزارشگر سازمان ملل رد و به دروغ ادعا کرد که «در واقع کشتارهای زیادی در میدان جنگ رخ داده‌است.»
در آذر ماه ۱۳۶۷، او قطعنامه سازمان ملل را که در مورد اعدام‌های مرداد و شهریور ۶۷ ابراز نگرانی می‌کرد، «ناعادلانه» توصیف کرد و گفت که «یک سازمان تروریستی مستقر در بغداد» منبع اصلی «اطلاعات جعلی» است. بنا به گزارش‌های خبری آن زمان، در هفته‌های منتهی به پذیرش قطعنامه، محمدجعفر محلاتی تلاش کرد تا قطعنامه مذکور «کنار گذاشته شده» یا متن آن «تضعیف» شود و همکاری جمهوری اسلامی ایران با سازمان ملل را مشروط به حذف ارجاعات انتقادی به نقض سیستماتیک حقوق بشر در ایران، از جمله اعدام‌های دسته جمعی ۶۷، نموده و در عوض برای تصویب «متن نرم‌تری که صرفاً از تصمیم تهران برای همکاری با کمیسیون حقوق بشر [سازمان ملل] استقبال می‌کند» فشار آورد.
در ۹ اسفند ۱۳۶۷ (۲۸ فوریه ۱۹۸۹)، محمدجعفر محلاتی نامه‌ای نیز به عفو بین‌الملل فرستاد که در آن مجدداً «وجود هرگونه اعدام سیاسی را تکذیب نموده» و قربانیان را افرادی توصیف کرد که «به اعتراف خودشان در تهاجم علیه ایران، ۴۰۰۰۰ ایرانی را کشته‌اند».